# Arthur M. Schlesinger Jr.

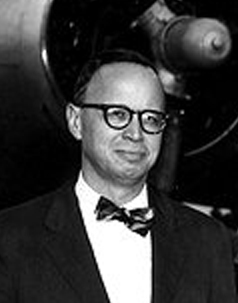
Arthur M. Schlesinger Jr.

Arthur M. Schlesinger Jr., właśc. Arthur Bancroft Schlesinger (ur. 15 października 1917 w Columbus, zm. 28 lutego 2007) – amerykański historyk. Jego ojcem był Arthur M. Schlesinger Sr., również historyk.

## Życiorys
Schlesinger był autorem wielu książek o amerykańskich prezydentach m.in. Andrew Jacksonie, za którą otrzymał Nagrodę Pulitzera oraz kilkutomowego cyklu o reformach przeprowadzonych przez prezydenta Franklina Roosevelta w okresie wielkiego kryzysu.
Mimo braku doktoratu wykładał na Uniwersytecie Harvarda, a potem na nowojorskim miejskim uniwersytecie publicznym CUNY. Opublikował mnóstwo artykułów prasowych, w których bronił zwykle polityki liberalnych demokratów. W 1961 roku został jednym z najbliższych doradców prezydenta Johna F. Kennedy’ego. W jego administracji pełnił rolę łącznika prezydenta z intelektualnymi elitami Waszyngtonu i Nowego Jorku.
Po śmierci Kennedy’ego w zamachu w 1963, następca zamordowanego prezydenta – Lyndon B. Johnson – zachował Schlesingera jako swego doradcę, ale współpraca między nimi się nie układała. W 1964 roku Schlesinger odszedł z administracji.
Był także autorem teorii cykli w historii USA, według której następują w niej na przemian okresy dominacji ideologii i polityki „konserwatywnej” i „liberalnej”.
Zasiadał w jury konkursu głównego na 17. MFF w Cannes (1964).  